# 野田市園児性的暴行事件
野田市園児性的暴行事件（のだしえんじせいてきぼうこうじけん）とは、2019年12月から翌年2月にかけて千葉県野田市の保育所で発生した、元保育士の男による園児に対する一連の性的暴行事件である。約10人の園児がわいせつ行為の被害を受け、男には懲役6年の判決が下された。

## 概要
2020年2月、被害を受けた女児が保護者に被害を報告し、発覚した。男は2019年12月から翌年2月にかけて、勤務する保育所で少なくとも園児3人にわいせつ行為をはたらき、10人前後へのわいせつ行為を認めている。2人きりでのダンスの練習中など、犯行は他の保育士の目の届かない所で行われていたとみられている。保育所では以前より保育士と園児が2人きりにならないよう規則で定めていたが、「保育中はどうしても流動的で徹底が難しい時もあった」という。
2020年3月に千葉県警が男を逮捕し、強制性交等罪などで千葉地検松戸支部が起訴した。調書によると、男は犯行後、「内緒にしてね。ダンスの練習をしていたと言ってね」などと女児に対して口止めを行っていたことが判明している。
2021年3月1日、千葉地裁松戸支部において、男は懲役6年（求刑7年）を言い渡された。判決にあたって本間裁判長は、「子どもらの尊厳を踏みにじり、悪質。発覚を防ぐため、子どもらに口止めしている点も卑劣だ」と指摘した。

## 加害者の男
男は保育士資格を取得するための専門学校に在籍中だった2016年にも子どもに対しわいせつ行為を行い、性障害の治療機関に通院していた。しかし、通院先の医師が反対したにもかかわらず治療を中断し、その事実を隠し、この保育所に就職していた。
2017年にパートとして採用され、2018年に正職員となりクラス担任を務めていたという。事件発覚後、2020年2月に懲戒解雇となった。